# Lista de super-heróis negros
Esta é uma lista de super-heróis negros, que representa a população negra na cultura pop de super-heroínas e super-heróis dos quadrinhos, livros, animações, filmes e séries.
| Heroínas / heróis                          | Criador                        | Ano       | Empresa            | HQ Livro | Filme Animação Série | Referências       |
| ------------------------------------------ | ------------------------------ | --------- | ------------------ | -------- | -------------------- | ----------------- |
| Pantera Negra                              | Jack Kirby Stan Lee            | 1966      | Marvel             | Sim      | Sim                  | [ 3 ]             |
| Falcão                                     | Stan Lee Gene Colan            | 1969      | Marvel             | Sim      | Sim                  | [ 3 ] [ 4 ] [ 5 ] |
| Monica Rambeau                             | Roger Stern John Romita Jr     | 1982      | Marvel             | Sim      | Sim                  | [ 3 ]             |
| Luke Cage                                  |                                | 1972      | Marvel             | Sim      | Sim                  | [ 3 ] [ 5 ]       |
| Nick Fury                                  |                                | 2012      | Marvel             | Sim      | Sim                  | [ 3 ] [ 5 ]       |
| Tempestade                                 |                                | 1975      | Marvel             | Sim      | Sim                  | [ 3 ] [ 4 ]       |
| Shuri                                      |                                |           |                    |          | Sim                  | [ 3 ]             |
| Máquina de Combate                         |                                | 1979      | Dell Comics        | Sim      |                      | [ 3 ] [ 5 ]       |
| Blade                                      |                                | 1973      | Marvel             | Sim      |                      | [ 3 ] [ 5 ]       |
| Miles Morales                              |                                | 2011      | Dell Comics        | Sim      | Sim                  | [ 3 ] [ 5 ] [ 6 ] |
| Waku                                       |                                | 1954      | Atlas Comics       | Sim      |                      | [ 4 ]             |
| Lobo                                       |                                | 1965      | Dell Comics        | Sim      |                      | [ 4 ]             |
| Núbia                                      |                                | 1973      | Dell Comics        | Sim      |                      | [ 4 ] [ 5 ]       |
| Abelha                                     |                                | 1976      | Dell Comics        | Sim      |                      | [ 4 ] [ 5 ]       |
| Golias Negro                               |                                | 1966      | Marvel             | Sim      |                      | [ 5 ]             |
| Marvel Azul                                |                                | 1970      | Marvel             | Sim      |                      | [ 5 ]             |
| Lanterna Verde                             |                                | 1972      | Dell Comics        | Sim      | Sim                  | [ 5 ] [ 6 ]       |
| Brother Voodoo                             |                                | 1973      | Marvel             | Sim      |                      | [ 5 ]             |
| Tilda Johnson                              |                                | 1973      | Marvel             | Sim      |                      | [ 5 ]             |
| Spider Woman                               |                                | 1974      | Marvel             | Sim      |                      | [ 5 ]             |
| Misty Knight                               |                                | 1975      | Marvel             | Sim      |                      | [ 5 ]             |
| Condor                                     |                                | 1976      | Marvel             | Sim      |                      | [ 5 ]             |
| Esfinge                                    |                                | 1977      | Marvel             | Sim      |                      | [ 5 ]             |
| Rocket Racer                               |                                | 1977      | Marvel             | Sim      |                      | [ 5 ]             |
| Raio Negro                                 | Tony Isabella Trevor Von Eeden | 1977      | Dell Comics        | Sim      | Sim                  | [ 5 ] [ 2 ] [ 7 ] |
| Cyborg                                     |                                | 1980      | Dell Comics        | Sim      |                      | [ 5 ]             |
| Vixen                                      |                                | 1981      | Dell Comics        | Sim      |                      | [ 5 ]             |
| Manto                                      |                                | 1982      | Marvel             | Sim      |                      | [ 5 ]             |
| Admirável                                  |                                | 1987      | Dell Comics        | Sim      |                      | [ 5 ]             |
| Vulcão Negro                               |                                | 1988      | Dell Comics        | Sim      |                      | [ 5 ]             |
| Bishop                                     |                                | 1991      | Marvel             | Sim      |                      | [ 5 ]             |
| Aço                                        |                                | 1993      | Dell Comics        | Sim      |                      | [ 5 ]             |
| Bloodwynd                                  |                                | 1993      | Dell Comics        | Sim      |                      | [ 5 ]             |
| Hardware                                   |                                | 1993      | Dell Comics        | Sim      |                      | [ 5 ]             |
| Ícone                                      |                                | 1993      | Dell Comics        | Sim      |                      | [ 5 ]             |
| Super-Choque                               |                                | 1993      | Dell Comics        | Sim      | Sim                  | [ 5 ] [ 8 ]       |
| Dra. Cecília Reyes                         |                                | 1997      | Marvel             | Sim      |                      | [ 5 ]             |
| Fatality                                   |                                | 1997      | Dell Comics        | Sim      |                      | [ 5 ]             |
| Larval                                     |                                | 1997      | Marvel             | Sim      |                      | [ 5 ]             |
| Mr. Terrific                               |                                | 1997      | Dell Comics        | Sim      |                      | [ 5 ]             |
| Ladyhawk                                   |                                | 1999      | Marvel             | Sim      |                      | [ 5 ]             |
| Spyke                                      |                                | 2000      | Marvel             | Sim      |                      | [ 5 ]             |
| Dobra                                      |                                | 2009      | Marvel             | Sim      |                      | [ 5 ]             |
| Kalel (Terra 23)                           |                                | 2009      | Dell Comics        | Sim      |                      | [ 5 ]             |
| Aqualad                                    |                                | 2010      | Dell Comics        | Sim      |                      | [ 5 ]             |
| Batwing (David Zavimbe) Batwing (Luke Fox) |                                | 2011 2013 | Dell Comics        | Sim      |                      | [ 5 ]             |
| Flash (Novos 52)                           |                                | 2011      | Dell Comics        | Sim      |                      | [ 5 ]             |
| Triage                                     |                                | 2013      | Marvel             | Sim      |                      | [ 5 ]             |
| Duke Thomas                                |                                | 2013      | Dell Comics        | Sim      |                      | [ 5 ]             |
| Ironheart                                  |                                | 2016      | Marvel             | Sim      |                      | [ 5 ] [ 6 ]       |
| Moon Girl                                  |                                | 2016      | Marvel             | Sim      |                      | [ 5 ]             |
| Abar                                       |                                | 1977      |                    |          | Sim                  | [ 9 ]             |
| Homem Meteoro                              |                                | 1993      |                    |          | Sim                  | [ 9 ]             |
| Spawn                                      |                                | 1997      |                    |          | Sim                  | [ 9 ]             |
| Capitão África                             | Andy Akman                     |           | African Comics     | Sim      |                      | [ 10 ]            |
| Black                                      | Kwanza Osajyefo Tim Smith 3    |           |                    | Sim      | Sim                  | [ 10 ] [ 11 ]     |
| Ireti                                      | Michael Balogun                |           | Comic Republic     | Sim      |                      | [ 10 ]            |
| Bolaji Coker                               | Ayodele Elegba                 |           |                    | Sim      | Sim                  | [ 10 ]            |
| Yasuke                                     |                                |           |                    |          | Sim                  | [ 10 ]            |
| Sparrow                                    | Anthony Piper                  |           |                    | Sim      |                      | [ 12 ]            |
| Swolemayne                                 | Anthony Piper                  |           |                    | Sim      |                      | [ 12 ]            |
| Blackmayne                                 | Anthony Piper                  |           |                    | Sim      |                      | [ 12 ]            |
| Wondeisha                                  | Anthony Piper                  |           |                    | Sim      |                      | [ 12 ]            |
| Corcel Negro                               | Alcivan Gameleira              | 2004      | Heróis Brazucas    | Sim      |                      | [ 13 ]            |
| Capoeira Negro                             | Alex Cruz                      | 2008      | Editora Júpiter II | Sim      |                      | [ 13 ]            |
| Meia-Lua                                   | Julio Shimamoto                | 1979      | Editora Grafipar   | Sim      |                      | [ 13 ]            |
| Naomi                                      |                                | 2019      | Dell Comics        | Sim      | Sim                  | [ 14 ]            |